# One Crimson Night
One Crimson Night is een livealbum, uitgebracht op zowel cd (tweedelig) als dvd, van de Zweedse powermetalband HammerFall. Het album werd opgenomen tijdens hun concert in Zweden in Lisebergshallen. De dvd, die de livebeelden van het concert en bonusmateriaal bevat, werd uitgebracht door Nuclear Blast op 29 juni 2004. Het album stond op plaats 15 in de Zweedse ranglijst en op plaats 58 in Duitsland.

## Tracklist

### Dvd
1. Lore of the Arcane
2. Riders of the Storm
3. Heeding the Call
4. Stone Cold
5. Hero's Return
6. Legacy of Kings
7. Bass Solo: Magnus Rosén
8. At the End of the Rainbow
9. The Way of the Warrior
10. The Unforgiving Blade
11. Glory to the Brave
12. Guitar Solo: Stefan Elmgren
13. Let the Hammer Fall
14. Renegade
15. Steel Meets Steel
16. Crimson Thunder
17. Templars of Steel
18. Gold Album Award
19. Hearts on Fire
20. HammerFall

Bonusmateriaal
1. 'On The Road' documentaire gemaakt door Bosse Holmberg
2. Uitgebreide Fotogalerij
3. Ondertiteling

### Cd één
| Nr. | Titel                       | Duur |
| --- | --------------------------- | ---- |
| 1.  | Lore of the Arcane          | 1:44 |
| 2.  | Riders of the Storm         | 4:54 |
| 3.  | Heeding the Call            | 5:00 |
| 4.  | Stone Cold                  | 7:10 |
| 5.  | Hero's Return               | 4:38 |
| 6.  | Legacy of Kings             | 4:46 |
| 7.  | Bass Solo: Magnus Rosén     | 3:37 |
| 8.  | At the End of the Rainbow   | 4:33 |
| 9.  | The Way of the Warrior      | 4:03 |
| 10. | The Unforgiving Blade       | 3:49 |
| 11. | Glory to the Brave          | 6:35 |
| 12. | Guitar-Solo: Stefan Elmgren | 2:43 |
| 13. | Let the Hammer Fall         | 5:51 |

### Cd twee
| Nr. | Titel                                 | Duur |
| --- | ------------------------------------- | ---- |
| 1.  | Renegade                              | 3:55 |
| 2.  | Steel Meets Steel                     | 4:37 |
| 3.  | Crimson Thunder                       | 7:29 |
| 4.  | Templars of Steel                     | 6:10 |
| 5.  | Hearts On Fire                        | 4:03 |
| 6.  | Hammerfall                            | 8:25 |
| 7.  | The Dragon Lies Bleeding (Bonustrack) | 5:06 |
| 8.  | Stronger Than All (Bonustrack)        | 4:29 |
| 9.  | A Legend Reborn (Bonustrack)          | 5:11 |

## Productie
- Tijdens het postproductieproces van de dvd werd het geluid van het publiek, dat meezingt met Joacim Cans' stem, verlaagd zodat het net lijkt alsof er geen respons van het publiek komt. Op de cd aan de andere hand heeft men het originele geluid behouden.
- De bonustracks op de tweede cd, nummer 7 en 9, werden opgenomen in Guadalajara, Mexico. Nummer 8 werd opgenomen in Santiago, Chili.

## Bezetting
| Naam             | Functie                         |
| ---------------- | ------------------------------- |
| Joacim Cans      | leadzanger                      |
| Oscar Dronjak    | slaggitaar, achtergrondzanger   |
| Stefan Elmgren   | leadgitarist, achtergrondzanger |
| Magnus Rosén     | basgitarist                     |
| Anders Johansson | drummer                         |

## Gelimiteerde uitgave
- Er werd ook een boxset in beperkte oplage (1.000 stuks) uitgebracht die het volgende bevatte: deze twee cd's, de dvd One Crimson Night, een vlag, een backstagepasje en een bonus-cd met de nummers Dreamland (live), Joacim's Message, Oscar's Message, Stefan's Message, Magnus' Message en Anders' Message.